# IPad mini (sesta generazione)
L'iPad mini di sesta generazione (stilizzato e commercializzato come iPad mini e noto come iPad mini 6) è un tablet che prende spunto dalla serie iPad Air con uno schermo più grande rispetto alla quinta generazione da 8,3 pollici anziché 7,9 pollici. È dotato di una telecamera posteriore da 12 megapixel sviluppata e prodotta da Apple ed è stato presentato il 14 settembre 2021.
Il tablet è disponibile sul mercato dal 24 settembre 2021.

## Caratteristiche tecniche
Il display di questo modello propone un design all-screen da 8,3 Pollici Liquid Retina con True Tone, ampia gamma dinamica e riflettanza minima.
L'hardware presenta il chip Apple A15 Bionic  con Neural Engine a 5nn (lo stesso presente su iPhone 13 Pro Max, iPhone 13 Pro, iPhone 13, iPhone 13 Mini)  con 4 gigabyte di RAM e disponibile in quattro versione: 64 gb, 64 gb con Cellular 5g, 256 gb, 256 + Cellular 5g.
Il sensore Touch ID è stato integrato nel tasto superiore di iPad Mini. Dispone di due fotocamere, una posteriore di tipo grandangolo da 12 megapixel con apertura f 1.8 e una anteriore ultra-grandangolo da 12 megapixel con apertura f 2.4.
È presente in questo modello la porta USB-C con uscita video tramite adattatori invece del classico connettore Lightning.
È compatibile con la seconda versione di Apple Pencil.
I colori disponibili sono: rosa, galassia, viola e grigio siderale.
Il peso delle versioni Wi-Fi è di 293 gramma mentre quelle Wi-Fi + Cellular è di 297 grammi.